# Americká noc
Americká noc je filmařská technika sloužící k natáčení nočních scén v exteriéru ve dne. Používá se především ve volné krajině, kde se umělé světlo nemůže od ničeho odrážet. Tyto scény se proto natáčí ve dne a nočního efektu je dosaženo filtry tónovanými většinou do modra.